# درب إسرائيل الوطني

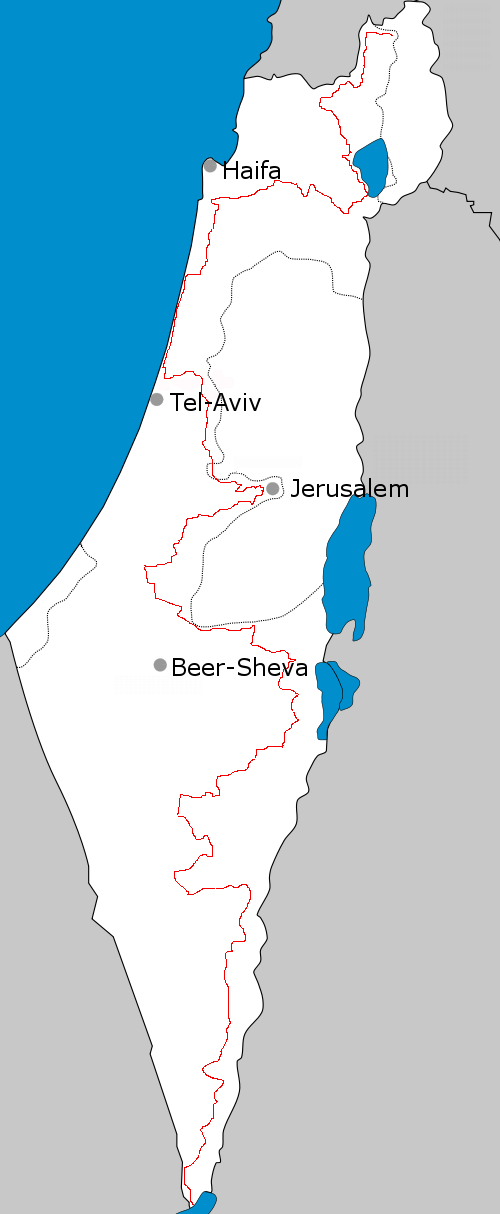
درب إسرائيل الوطني

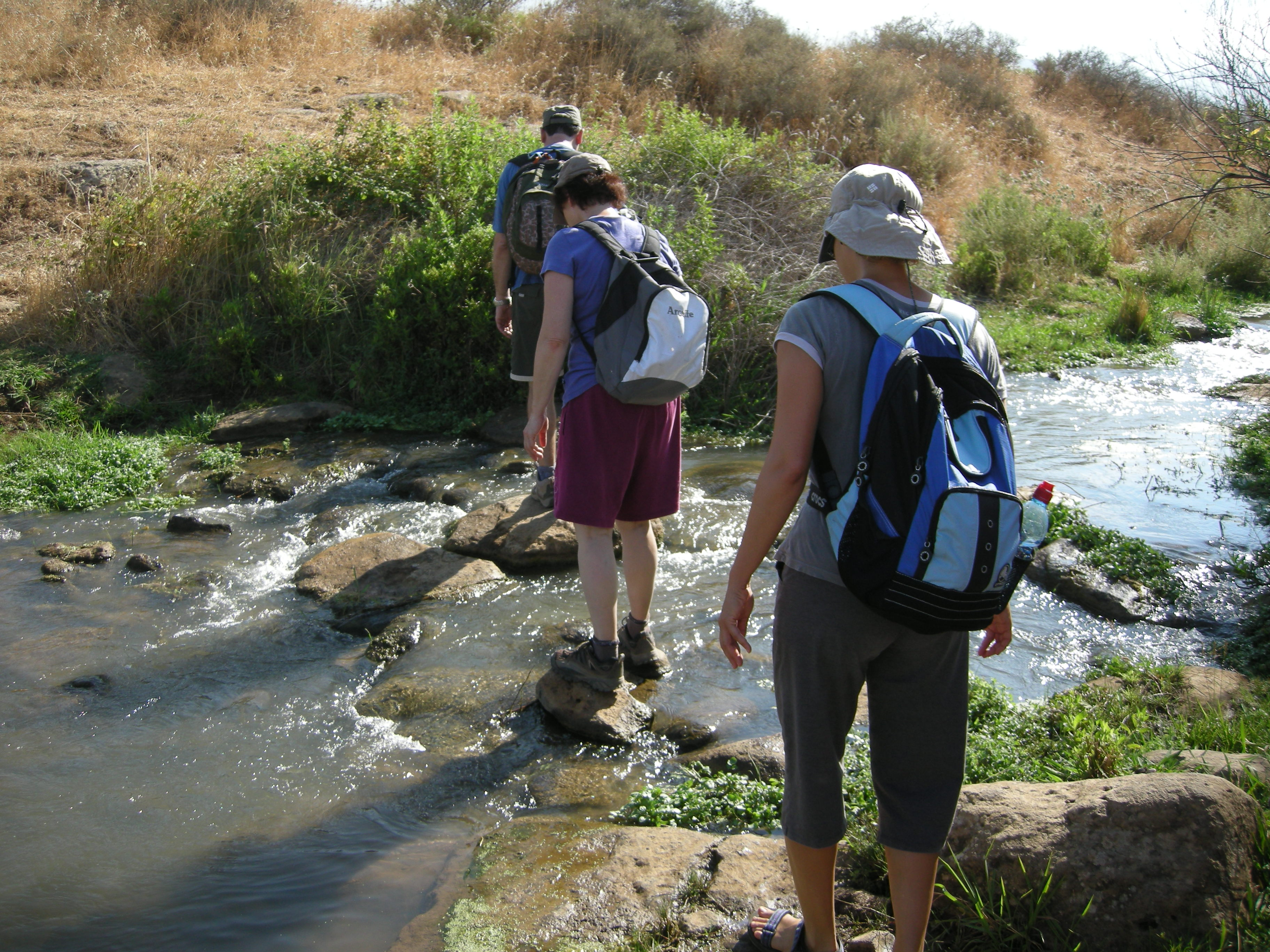
درب إسرائيل الوطني

"درب إسرائيل الوطني" أو "مسار إسرائيل الوطني" (بالعبرية: שביל ישראל، شفيل يسرائيل) هو درب للمشي يمتد عبر طول البلاد في فلسطين المحتلة، حيث ينتهي الجزء الشمالي منه في كتف جبل الشيخ المُحتل، ويمتد إلى مدينة إيلات عند أقصى جنوب فلسطين المحتلة على البحر الأحمر، ويبلغ طوله الإجمالي 1,080 كيلومترًا (671 ميل). تم افتتاح الدرب في عام 1995
يتميز الدرب بوجود ثلاثة خطوط (بيضاء وزرقاء وبرتقالية) تم وضعها كعلامات على الدرب، ويستغرق حوالي 45-60 يومًا لاستكماله.
يحتفي الإسرائيليون بدرب "إسرائيل الوطني" لكونه أحد أوائل المسارات العالمية التي تعبر دولة بأكملها مما يعزز من قيمته التاريخية والجغرافية. يتميز المسار بطوله الممتد لمسافة 1080 كيلومترًا عبر تضاريس متنوعة تشمل الأنهار في الشمال، وصحراء النقب في الجنوب، والمدن الكبرى مثل القدس وتل أبيب. تصميمه يعكس رؤية وطنية استعمارية تهدف إلى تعزيز الهوية من خلال تحدي التضاريس وربط الأفراد بتاريخ مفترض يتجاهل الروايات الأصلية للمكان.
تم تدرج الدرب الوطني الإسرائيلي ضمن قائمة "أروع الدروب" العشرين من قبل المجلة الجغرافية الوطنية National Geography، ووصف بأنه درب يستكشف "المناظر الطبيعية الكبرى الواردة في الكتاب المقدس وحياة الإسرائيليين الحديثة اليومية".
تمت إضافة درب إسرائيل الوطني إلى Google Street View اعتبارًا من يناير 2016، مما يتيح للمستخدمين استكشافه عبر الإنترنت ورؤية المناظر الطبيعية والمواقع على طول الدرب. يمكن للزوار الاطلاع على الجمال الطبيعي المتنوع لإسرائيل وتجربة رحلة افتراضية عبر هذا الدرب الشهير.
تاريخ "درب إسرائيل الوطني"
تعود فكرة إنشاد مسار عابر للدولة في "إسرائيل" إلى مبادرةٍ قام بها الصحفي وعالم الطبيعة والمتجول أبراهام تمير، الذي استلهمها من مسار الآبالاش الوطني في الولايات المتحدة الأمريكية. تم تنفيذ هذه الفكرة ضمن مشروع أطلقته لجنة مسارات إسرائيل التابعة لجمعية حماية الطبيعة في إسرائيل (SPNI)، تحت إشراف أوري دفير، وهو شخصية متعددة الاهتمامات في مجالات التعليم والجغرافيا، بالإضافة إلى كونه متجولاً ومرشدًا. ا فتُتِح درب اسرائيل الوطني في عيد الفصح اليهودي في أبريل/نيسان ١٩٩٥ بعد سنواتٍ من التخطيط والعمل ووسم الدروب.
مسار إسرائيل الوطني وبناء الهوية
في سياقات الاستعمار الاستيطاني، تأخذ مسارات المشي بعدًا سياسيًا يتجاوز كونها ممارسة ترفيهية أو اجتماعية. تتحول هذه المسارات إلى بنية تحتية تعكس العلاقات العميقة بين الاستعمار والمكان والحركة، حيث تُستخدم لتعزيز السيطرة على الفضاء وترسيخ هياكل السلطة الاستعمارية. في حالة الاستعمار الصهيوني لفلسطين، تُعد مسارات المشي، وخاصة "مسار إسرائيل الوطني"، نموذجًا واضحًا لهذا التشابك بين البنية التحتية والأيديولوجيا القومية الاستعمارية.
ارتبطت عملية إنشاء المسارات والتجوال فيها صهيونيًا بمفهوم "معرفة الأرض" (ידיעת הארץ)، وهو مفهوم تم تطويره في العقود الأولى من القرن العشرين من قبل اللجنة الثقافية للهستدروت، التي كانت مسؤولة عن البرامج التعليمية والثقافية للمهاجرين الجدد. سعى المرشدون الذين قادوا تلك البرامج والجولات إلى غرس "إحساس بالمكان" لدى الوافدين الجدد فيما يتعلق بأرضهم الجديدة (أرض إسرائيل)، من خلال تقديم معلومات شاملة حول مختلف المواضيع مثل التاريخ والجغرافيا وعلم الأحياء وغيرها.
على مر السنين، تم تطوير بنية تحتية ضخمة لنشر مفهوم "معرفة الأرض"، وكان جزء من هذه البنية التحتية هو مسار إسرائيل الوطني. تم تحديد مسار هذا الدرب بناءً على عدة اعتبارات، وكان من بينها فكرة أن الدرب سيمنح المتجولين فرصة للتعرف على الأرض بشكل أعمق.
في السياق الاستعماري، يتحول التجول إلى طقس قومي يعزز الانتماء ويربط الأفراد بجغرافيا الدولة ورواياتها التاريخية، حيث يتم تصوير الأرض على أنها "فراغ" أو "قاحلة"، ما يساهم في طمس الروايات الفلسطينية المرتبطة بالتاريخ والمكان. ويوظف مفهوم "معرفة الأرض" لكتابة التاريخ والثقافة اليهودية على الأرض، من خلال استعارات مستوحاة من التلمود، بحيث يُشجع الإسرائيليون على السير "على خطى اليهود القدماء".
فيصبح التجول في "مسار إسرائيل الوطني" أداة لتعزيز القومية، حيث يُشجع الشباب الإسرائيليين بعد إنهاء خدمتهم العسكرية أو تعليمهم الثانوي على السير فيه، وتنظم المدارس رحلات سنوية عبر أجزاء من المسار لتعزيز الهوية الوطنية وترسيخ السرديات الاستعمارية عبر الارتباط الجسدي بالأرض.
يندرج تطوير المسارات ضمن مشروع استيطاني استعماري يهدف إلى "تطبيع" وجود المستعمرين اليهود في فلسطين، حيث تُستخدم المسارات كوسيلة لتأكيد السيطرة على الأرض من خلال تصويرها كمساحات خالية تنتظر إعادة اكتشافها واحتلالها، خاصة في مناطق تُسمى "القاحلة" مثل صحراء النقب. في النهاية، يُظهر "مسار إسرائيل الوطني" كيف تتحول مسارات المشي إلى أدوات سياسية واستعمارية تُعزز القومية وتقصي الروايات الأخرى، حيث يُستخدم النشاط الجسدي لترسيخ الانتماء وإعادة كتابة التاريخ لصالح المستعمرين.